# Bandera de Mallorca
La bandera de Mallorca és el símbol oficial utilitzat pel Consell de Mallorca. Va ser declarada bandera de l'illa per acord del Ple del Consell de Mallorca de 2 de gener de 1984.
Tradicionalment s'afirma que és la bandera històrica del regne de Mallorca usada per un privilegi del rei Sanç. Però alguns estudiosos afirmen que l'actual versió és una invenció del cronista de Palma Benet Pons i Fàbregues a principis del segle xx, argumentant que tombar el castell és una irregularitat heràldica i que es va traduir de manera errònia l'adjectiu lividus —blau en comptes del morat interpretat per Pons i Fàbregues— en el text prèviament esmentat, etc. Per això és que alguns sectors nacionalistes reivindiquen la bandera quadribarrada com l'autèntica de Mallorca mentre altres reivindiquen la tribarrada.
L'ús popular d'aquesta bandera es va estendre a partir de la presidència de Maria Antònia Munar al Consell de Mallorca, qui va promoure la creació i distribució de banderes entre els ciutadans.